# Aulnay-l’Aître
Aulnay-l’Aître település Franciaországban, Marne megyében. Lakosainak száma 176 fő (2022. január 1.). Aulnay-l’Aître La Chaussée-sur-Marne, Ablancourt, Saint-Amand-sur-Fion és Soulanges községekkel határos.

## Népesség
A település népességének változása:
| Lakosok száma | 124  | 127  | 129  | 133  | 144  | 159  | 181  | 188  | 192  | 176  |
|               | 1968 | 1982 | 1990 | 2006 | 2013 | 2015 | 2017 | 2019 | 2020 | 2022 |